# إيفان أنيا
إيفان أنيا (بالإسبانية: Iván Ania)‏ هو لاعب كرة قدم ومدرب كرة قدم إسباني، ولد في 24 أكتوبر 1977 في أوفييدو في إسبانيا. شارك مع منتخب إسبانيا تحت 16 سنة لكرة القدم ومنتخب إسبانيا تحت 18 سنة لكرة القدم ومنتخب إسبانيا تحت 19 سنة لكرة القدم ومنتخب إسبانيا تحت 20 سنة لكرة القدم ومنتخب إسبانيا تحت 21 سنة لكرة القدم. أما مع النوادي، فقد لعب مع خيمناستيك طركونة ورايو فايكانو وريال أوفييدو ونادي تينيريفي ونادي قادش.

## وصلات خارجية
- الموقع الرسمي
- إيفان أنيا على موقع الاتحاد الدولي (مؤرشف)  (الإنجليزية)
- إيفان أنيا على موقع قاعدة بيانات كرة القدم.إي يو (الإنجليزية)
- إيفان أنيا على موقع أوليمبيديا (الإنجليزية)